# Sächsische Lotto-GmbH
Die Sächsische Lotto-GmbH (kurz: Sachsenlotto, Eigenschreibweise SACHSENLOTTO) wurde im Oktober 1990 durch den Zusammenschluss der Lotto-Bezirksverwaltungen Chemnitz, Dresden und Leipzig gegründet. Das Unternehmen ist vom Freistaat Sachsen mit der Durchführung der Staatslotterien und Sportwetten beauftragt. Der Sitz der Gesellschaft ist in Leipzig. Sachsenlotto erwirtschaftete 2014 einen Umsatz von 184,4 Mio. €.

## Grundlagen und Aufgaben
Sachsenlotto führt im Auftrag des Freistaates Sachsen die Staatslotterien und Sportwetten durch und unterhält 1.250 Annahmestellen. 
Rechtsgrundlage für die Veranstaltung von Lotterien und Wetten sind der Staatsvertrag zum Glücksspielwesen in Deutschland sowie das sächsische Gesetz hierzu. Seit September 2007 erfüllt die Gesellschaft die Anforderungen der Weltlotterie-Assoziation.
Das von Sachsenlotto erwirtschaftete Kapital wird im Freistaat zu Gunsten der Allgemeinheit und in den Bereichen Suchtprävention, Sport, Kultur, Umwelt, Jugend und Wohlfahrtspflege eingesetzt.
Als Mitglied des Deutschen Lotto- und Totoblocks veranstaltet das Unternehmen in Zusammenarbeit mit den Lotto-Gesellschaften der anderen 15 Bundesländer die Lotterien und Sportwetten nach bundesweit einheitlichen Regeln.
Sachsenlotto und Sächsische Spielbanken, die drei Spielbanken in Leipzig, Dresden und Chemnitz betreiben, haben eine gemeinsame Geschäftsführung und einen gemeinsamen Firmensitz in der Leipziger Oststraße.

## Geschichte
Im Jahr 1713 führte Kurfürst Friedrich August I., genannt August der Starke, eine staatliche Lotterie ein, weitere Lotterien gab es schon in den Städten. Leipzig organisierte beispielsweise Glückstöpfe und andere Lotterien, deren Erlöse unter anderem für den Bau von Waisenhäusern genutzt wurden.
Im Jahr 1726 wurde in Dresden zur Beförderung des Baues der Kirche unserer Lieben Frauen eine Lotterie veranstaltet. In vier Klassen wurden 48.000 Lose ausgeschrieben. Zwanzig Prozent der Einnahmen kamen dem Bau der Frauenkirche zugute. Dieses Verfahren war nicht ungewöhnlich, denn vor und nach dem Siebenjährigen Krieg waren viele deutsche Städte in Finanznöten. Lotterien sollten helfen, Geld für gemeinnützige Zwecke und besondere Projekte – wie den Bau der Frauenkirche – zu sammeln.
Der Bau des Völkerschlachtdenkmals wurde maßgeblich durch Lotterien der Königlich Sächsischen Regierung finanziert, um die Baukosten von mehr als sechs Millionen Goldmark aufzubringen.
Nach dem Zweiten Weltkrieg wurde das Lotteriespiel in Deutschland neu organisiert. In der DDR entwickelte sich 1952 nach der Auflösung der Bundesländer ein eigenes Lotteriewesen.
Bärenlotterie, Sporttoto und Fußballtoto wurden etabliert. Ab März 1957 übertrug das Fernsehen der DDR die Ziehungen öffentlichkeitswirksam inklusive anwesendem Ziehungsleiter und Notar. Der Vertrieb der Lotteriescheine erfolgte über Annahmestellen. In Sachsen gab es 1964 ein flächendeckendes Vertriebsnetz. 1972 startete dann das Tele-Lotto 5 aus 35. 
Anfang 1990 wurde der volkseigene Lottobetrieb der DDR umgewandelt und die Sächsische Lotto-GmbH gegründet. Nach dem Zusammenschluss der Lotto-Bezirksverwaltungen Chemnitz, Dresden und Leipzig zur Sächsischen Lotto-GmbH trat die neu gegründete Gesellschaft dem Blockvertrag der Bundesländer bei, der die Teilnahme an den Spielarten des Deutschen Lotto- und Totoblocks regelt.

## Spielangebote
Zu den angebotenen Spielen gehören:
- Lotto „6aus49“, Normal, Systemspiel und Anteilschein
- Eurojackpot
- Spiel 77
- Super 6
- Keno
- plus 5
- Glücksspirale
- Toto, 13er-Ergebnis- und 6-aus-45-Auswahlwette
- Rubbellose
- Spielelos

Das Spielangebot richtet sich ausschließlich an Volljährige.